# 姜宇星
姜宇星（1995年1月5日—），男，河南郑州人，中国篮球运动员。曾获得2014年全国男子篮球联赛（NBL）本土最有价值球员。2018年当选为CBA选秀状元。